# Шабунин, Иван Васильевич
Иван Васильевич Шабунин (6 ноября 1917, Макарье, Воронежская губерния — 29 января 1978, Москва) — командир отделения 1-й стрелковой роты, 95-го стрелкового полка, (14-й стрелковой дивизии, 131-го стрелкового корпуса, 14-й армии, Карельского фронта), сержант.

## Биография
Родился 6 ноября 1917 года в селе Макарье Воронежского уезда (по другим данным — в селе Макарово Новохопёрского уезда) в крестьянской семье. Русский. Член ВКП(б)/КПСС с 1943 года. Окончил 10 классов в Москве. Работал проходчиком в Метрострое. Как стахановец и передовик труда, — в 1940 году направлен на строительство Нива ГЭС-3 в город Кандалакшу Мурманской области.
В Красную Армию призван в июне 1941 года Кандалакшским горвоенкоматом Мурманской области.
В действующей армии с июня 1941 года. В оборонительных боях с гитлеровскими захватчиками на мурманском направлении был дважды ранен, награждён медалью «За боевые заслуги» и орденом Славы 3-й степени.
Командир отделения 95-го стрелкового полка сержант Иван Шабунин особо отличился 15 октября 1944 года в ходе Петсамо-Киркинесской наступательной операции, в боях за посёлок Петсамо. После захвата плацдарма на берегу Петсамского залива сержант Шабунин заменил выбывшего из строя командира взвода. К этому времени фашисты подтянули резервы и стали готовить контратаку. В этот критический момент боя взявший на себя командование взводом Иван Шабунин отдал приказ бойцам взвода окопаться и занять круговую оборону. Вскоре гитлеровцы перешли в контратаку. Подпустив их на близкое расстояние, взвод Шабунина отразил три контратаки противника. В рукопашной схватке бесстрашный сержант застрелил офицера и уничтожил гранатой пять вражеских солдат. Всего взвод истребил около сотни фашистов, а тридцать было взято в плен. Удержав плацдарм, взвод сержанта В. И. Шабунина обеспечил успешную переправу полка и в числе первых ворвался в Петсамо.
Указом Президиума Верховного Совета СССР от 24 марта 1945 года за образцовое выполнение боевых заданий командования на фронте борьбы с немецко-фашистским захватчиками и проявленные при этом мужество и героизм сержанту Шабунину Ивану Васильевичу присвоено звание Героя Советского Союза с вручением ордена Ленина и медали «Золотая Звезда».
О высшей награде Родины Герой узнал в Москве, где проходил лечение в госпитале после тяжёлого ранения и ампутации конечностей. Став инвалидом войны, в феврале 1945 года был демобилизован из Красной Армии.
После войны И. В. Шабунин жил в городе-герое Москве, работал в разное время на Метрострое — инспектором по кадрам, мастером, начальником цеха, слесарем. Скончался 29 января 1978 года. Похоронен в городе Долгопрудный Московской области на Южном кладбище.
Награждён орденами Ленина, Славы 3-й степени, медалями.